# Science Correspondence Club
Science Correspondence Club (SCC), później znany jako International Scientific Association (ISA) – jeden z pierwszych powstałych klubów science fiction, założony w 1928 przez Aubreya Clementsa z Montgomery w Alabamie. Około miesiąca później Walter Dennis i Sydney Gerson z Chicago założyli podobną organizację. Po roku klub Clementsa miał dwudziestu pięciu członków, zaś Dennia i Gersona dwudziestu czterech. Wkrótce obydwa kluby połączyły się w jeden.
Osoby zajmujące się badaniem fandomu obecnie podają w wątpliwość, czy stowarzyszenie było faktycznie klubem fanów fantastyki naukowej. Jak wskazuje jego nazwa, członkowie kontaktowali się przede wszystkim za pomocą listów. Jedynie niewielka część z nich spotykała się regularnie w Chicago.
Prawdopodobnie dzięki SCC powstał pierwszy na świecie fanzin poświęcony fantastyce naukowej, zatytułowany The Comet. Po raz pierwszy ukazał się w maju 1930.